# Hilary Woods
Hilary Woods (Dublin, 30 mei 1980) is een Iers muzikante en beeldend kunstenares. Van 1997 tot 2003 was ze de bassiste van de rockband JJ72. Toen ze de band verliet, trok ze zich geheel terug uit de muziekindustrie. In 2013 keerde Woods terug onder het pseudoniem The River Cry met een titelloos album. Een jaar later volgde de ep Night die ze in eigen beheer en onder eigen naam uitbracht. In 2016 kwam de ep Heartbox uit. Haar debuutalbum Colt kwam uit in 2018 op het onafhankelijke label Sacred Bones. Woods gaf in 2020 twee albums uit; Birthmarks en Documenting sound.

## Biografie

### Jeugd
Woods werd geboren in Dublin. Haar ouders luisterden naar klassieke muziek, folk en rock. Ze moedigden Woods en haar broer aan om instrumenten te gaan spelen. Woods speelde voornamelijk piano.

### JJ72 (1997-2003)
In 1997 voegde ze zich als bassiste bij de indierockband JJ72 die verder uit zanger-gitarist Mark Greaney en drummer Fergal Matthews bestond. De band kwam met het titelloze debuutalbum JJ72 meteen in de hitlijsten terecht. In hetzelfde jaar werd Woods door Melody Maker uitgeroepen tot Sexiest Woman in Rock. Ook het tweede album I to sky uit 2002 werd goed ontvangen. Woods was ontevreden in de band vanwege het vele touren en vanwege het feit dat ze zich het vijfde wiel voelde. Greaney schreef alle muziek terwijl Woods slechts een instrument bespeelde. In 2003 verliet ze de band en keerde ze de muziekindustrie de rug toe.

### Solocarrière (2004-heden)
Een jaar nadat ze de band verlaten had, beviel Woods van een dochter. Ze besloot terug naar school te gaan. Daar werd ze blootgesteld aan filmregisseurs waaronder Wong Kar-Wai en Chris Marker. Hierdoor raakte ze geïnspireerd om weer muziek te gaan schrijven. Woods deed verdere inspiratie op bij verschillende artiesten zoals Jon Hopkins en Vincent Gallo. Onder het pseudoniem The River Cry bracht ze in 2013 een titelloos album uit op Betrothed Records. Een jaar later bracht ze de ep Night onder eigen naam en in eigen beheer uit.  Na een tournee volgde in 2016 de ep Heartbox. Haar solo-debuutalbum Colt werd uitgebracht in 2018.
Op 13 maart 2020 verscheen haar tweede album Birthmarks. Het schrijven ervan nam twee jaar in beslag. Ze maakte het album terwijl ze zwanger was van haar tweede kind. De opnames vonden plaats bij haar thuis in Galway en in de thuisstudio van de Noorse producer Lasse Marhaug die verantwoordelijk was voor de productie van het album. In juli 2020 volgt nog een album. Isolation tank, dat deel uitmaakt van de albumreeks Documenting sound van het label Boomkat Editions. Op het album documenteerde Woods met behulp van muziek de isolatie die zij als gevolg van de door de coronapandemie opgelegde lockdown doormaakte.

## Discografie

### Studioalbums
- The river cry, 2013
- Colt, 2018
- Birthmarks, 2020
- Isolation tank, 2020

### Ep's
- Night, 2014
- Heartbox, 2016